# Corbonod

Corbonod este o comună în departamentul Ain din estul Franței.